# Raucourt
Raucourt är en kommun i departementet Meurthe-et-Moselle i regionen Grand Est (tidigare regionen Lorraine) i nordöstra Frankrike. Kommunen ligger i kantonen Nomeny som tillhör arrondissementet Nancy. År 2022 hade Raucourt 232 invånare.

## Befolkningsutveckling
Antalet invånare i kommunen Raucourt
| Referens: INSEE |